# One Sweet Day
One Sweet Day är en sång inspelad av den amerikanska sångerskan Mariah Carey och kvartetten Boyz II Men. Sången släpptes som singel år 1995.
Sången är rankad som nummer 29 på Billboard's Greatest Songs of all time. 